# Operation Fastlink
Operation Fastlink war eine Operation im April 2004 gegen die internationale Warez-Szene, die sich besonders gegen Fairlight, Kalisto, Class, Echelon und Project X richtete. Über 120 Durchsuchungen in 27 US-Bundesstaaten sowie in Belgien, Dänemark, Frankreich, Deutschland, Ungarn, Israel, den Niederlanden, Singapur, Schweden, dem Vereinigten Königreich und in Spanien wurden durchgeführt. 
Der Schlag richtete sich unter gegen die Köpfe organisierter Software-Urheberrechtsverletzung. Insgesamt wird gegenüber einhundert Personen ermittelt. Sie wurde von vier separaten, gleichzeitig durchgeführten verdeckten Ermittlungen durch die „Cyber Division“ des FBI, das Justizministerium der Vereinigten Staaten und deren „Computer Crime and Intellectual Property Section (CCIPS)“ und Interpol.
Laut Angaben des US-Justizministeriums wurden über 200 Computer, u. a. auch 30 Server, die zur Archivierung und Verteilung der Titel genutzt wurden, sichergestellt. Weiterhin gibt das FBI an, dass der verursachte Gesamtschaden sich auf mehrere hundert Millionen US-Dollar belaufe.